# Сельский округ Керней
Се́льский окру́г Керне́й (каз. Керней ауылдық округі, до 12 декабря 2018 года — Корне́евский се́льский окру́г, ранее — Дими́тровский сельсове́т) — административная единица в составе Бухар-Жырауского района Карагандинской области Казахстана. Административный центр — село Керней.

## История
Совместным постановлением акимата Карагандинской области от 4 октября 2018 года № 53/01 и решением XIX сессии Карагандинского областного маслихата от 15 ноября 2018 года № 352 «О переименовании некоторых административно-территориальных единиц Бухар-Жырауского и Нуринского районов Карагандинской области и улиц городов Каражал и Сарань Карагандинской области», Корнеевский сельский округ был переименован в сельский округ Керней.

## Состав
| № | Населённый пункт | Тип населённого пункта       | Код КАТО  | Географические координаты       | Население, чел. (2021 г.) |
| - | ---------------- | ---------------------------- | --------- | ------------------------------- | ------------------------- |
| 1 | Акжар            | село                         | 354047200 | 50°15′34″ с. ш. 74°29′43″ в. д. | ↘273                      |
| 2 | Алгабас          | село                         | 354047300 | 50°10′51″ с. ш. 74°07′36″ в. д. | ↘244                      |
| 3 | Керней           | село, административный центр | 354047100 | 50°12′53″ с. ш. 74°16′34″ в. д. | ↘954                      |

## Население
| Численность населения | Численность населения | Численность населения | Численность населения |
| 1989                  | 1999                  | 2009                  | 2021                  |
| --------------------- | --------------------- | --------------------- | --------------------- |
| 2938                  | ↘2504                 | ↘2087                 | ↘1471                 |